# Herbert Theis

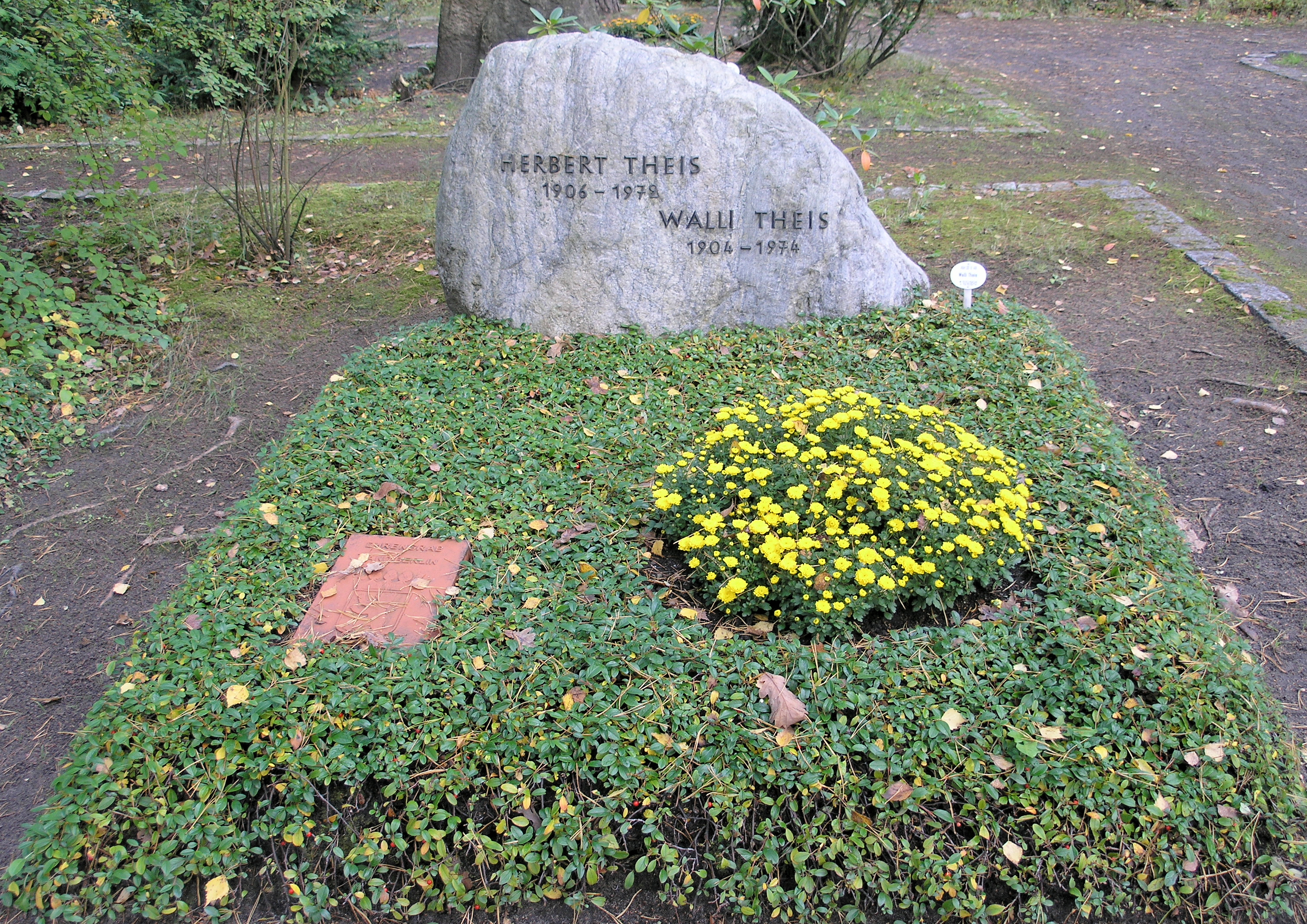
Ehrengrab im Waldfriedhof Zehlendorf

Herbert Theis (* 15. April 1906 in Rixdorf bei Berlin; † 15. Februar 1972 in Berlin) war ein deutscher Politiker (SPD).
Theis machte eine kaufmännische Lehre in der chemischen Industrie und Industriekaufmann. Ab 1929 war er SPD-Mitglied, nach der „Machtergreifung“ war er ein Mitglied des illegalen Internationalen Sozialistischen Kampfbundes. Er wurde 1938 vom Volksgerichtshof wegen „Vorbereitung zum Hochverrat“ zu fünf Jahren Zuchthaus verurteilt, die er im Zuchthaus Brandenburg und im Emslandlager verbüßen musste.
Nach dem Zweiten Weltkrieg war Theis wieder in der SPD aktiv. Von 1946 bis 1971 war er Mitglied der Stadtverordnetenversammlung von Groß-Berlin bzw. des Abgeordnetenhauses von Berlin. Zwanzig Jahre war er bis 1967 Vorsitzender der SPD Neukölln. 1971 wurde Theis die Ehre zum Stadtältesten von Berlin verliehen. Sein Grab auf dem Waldfriedhof Zehlendorf ist als Ehrengrab der Stadt Berlin ausgewiesen.